# فرانس آنگلید
فرانس آنگلید (فرانسوی: France Anglade‎; ۱۷ ژوئیهٔ ۱۹۴۲ – ۲۸ اوت ۲۰۱۴) مدل (شخص) و بازیگر سینما اهل فرانسه بود.
از فیلم‌ها یا برنامه‌های تلویزیونی که وی در آنها نقش داشته‌است می‌توان به یکشنبه‌ها و سیبل، عشق‌های مشهور، قدیمی‌ترین حرفه و هفت گناه کبیره اشاره کرد.